# Stanislas Guerini
Stanislas Guerini (París, 14 de mayo de 1982) es un político francés que ejerce como ministro de Transformación y Servicios Públicos en el gobierno de los sucesivos primeros ministros Élisabeth Borne y Gabriel Attal desde 2022.
Antes de entrar en el gobierno, Guerini ejerció como oficial ejecutivo de La République En Marche! (LREM) desde el 2018. Sucedió a Christophe Castaner, que había dimitido tras ser nombrado ministro del Interior por el presidente Emmanuel Macron. De 2017 a 2022, Guerini fue miembro de la Asamblea Nacional para la 3ª circunscripción de París, que cubre partes de los distritos 17º y 18º.
Stanislas Guerini se graduó en HEC Paris en 2006.